# Ротшильд, Лайонел Уолтер
Ла́йонел Уо́лтер Ро́тшильд, 2-й барон Ротшильд (англ. Lionel Walter Rothschild, 2nd Baron Rothschild; 8 февраля 1868 — 27 августа 1937) — представитель семейства Ротшильдов, британский банкир, финансист, политик, зоолог и лепидоптерист.

## Биография

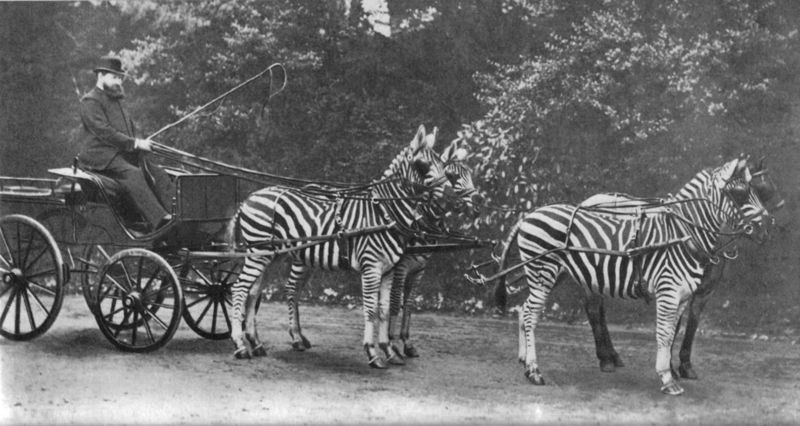
Шокируя публику, Ротшильд ездил по Пикадилли к Букингемскому дворцу в экипаже, запряженном зебрами.

Сын и наследник Натана Ротшильда, 1-го барона Ротшильда.
В детстве ловил и коллекционировал насекомых, особое предпочтения отдавая бабочкам. В возрасте восьми лет учредил свой собственный музей естественной истории и нанял ассистентом опытного таксидермиста.
Изучал зоологию в Кембридже и Бонне. Работал в семейном банковском бизнесе Ротшильдов — «Rothschild & Sons» — в Лондоне с 1889 по 1908 год. Партнерами в банковских делах с 1917 года стали его кузены Лайонел Натан и Энтони Густав.
В 1915 году унаследовал пэрский титул барона Ротшильда.
Никогда не был женат, но имел романы с двумя женщинами, одна из которых родила ему дочь.
У него не было законных детей, и его более молодой брат Чарльз Ротшильд (Charles Rothschild, 1877—1923) умер раньше него, и всё унаследовал его племянник Виктор Ротшильд (Victor Rothschild, 1910—1990). После смерти брата Чарльза занялся воспитанием 15-летней племянницы Мириам Луизы Ротшильд, впоследствии ставшей знаменитым биологом, академиком — членом Королевского Общества.
Умер в 1937 году в Хартфордшире, в возрасте 69 лет.

## Политическая карьера
Уолтер Ротшильд был активным политиком, представляя либеральное движение (Liberal-Unionists), являлся членом парламента от города Эйлсбери с 1899 по 1910 год.
Он принимал активное участие в разработке проекта декларации по созданию еврейского национального государства в Палестине. Лорду Ротшильду как лидеру британских сионистов была адресована Декларация Бальфура 1917 года, по которой правительство Великобритании соглашается «на создание в Палестине национального очага для еврейского народа».

## Карьера зоолога

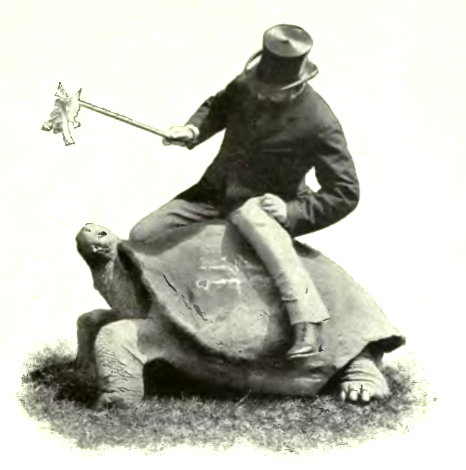
Уолтер Ротшильд верхом на слоновой черепахе в своем поместье.

В своём фамильном поместье Тринг (Tring Park) он содержал множество экзотических животных, в том числе птиц. Финансируемые им экспедиции открыли около 5 000 новых для науки видов. Он нанимал профессиональных зоологов, энтомологов, коллекторов — сперва мужчин, а позднее и женщин — с большим опытом путешествий и работы в тропических странах. В их числе был уроженец Австралии Э. С. Мик, путешествовавший по Папуа — Новой Гвинее и Соломоновым островам. Мик присылал Ротшильду новые виды насекомых, включая самую крупную дневную бабочку в мире — орнитоптеру королевы Александры.
Первым описал подвид жирафа с 5, а не 2 рожками на голове, впоследствии названный его именем — Giraffa camelopardalis rothschildi. Другие 153 вида насекомых, 58 видов птиц, 17 видов млекопитающих, 3 вида рыб, 3 вида пауков, 2 вида пресмыкающихся, один вид многоножек и один вид червей также были названы в его честь.
Для сохранения и экспонирования своей зоологической коллекции Уолтер Ротшильд создал в своем поместье в Тринге в графстве Хертфордшир Музей естествознания в Тринге, открытый для публики в 1892 году. В нём собрано около 2 миллионов 250 тысяч экземпляров бабочек, 300 тысяч экземпляров чучел и живых птиц, 200 тысяч экземпляров птичьих яиц, более 100 живых гигантских слоновых черепах. В настоящее время музей является частью Музея естествознания в Лондоне.

## Комментарии
1. ↑  Британское произношение Ротсчайлд /ɹˈɒθstʃaɪld/.